# Dora Kiriaku
Teodora "Dora" Kiriaku, gr. Θεοδώρα "Δώρα" Κυριάκου (ur. 3 lipca 1967) – cypryjska lekkoatletka, uczestniczka Letnich Igrzysk Olimpijskich 1996.
Wystartowała na 200 i 400 metrów (odpadała w eliminacjach).

## Rekordy życiowe
- 200 m - 23.52 (1995[1])
- 400 m - 52.02 (1997[1])